# Беспорядки в тюрьме Гуаякиля (сентябрь 2021)
Беспорядки в тюрьме Гуаякиля — тюремные беспорядки, начавшиеся 28 сентября в одной из тюрем города Гуаякиль, расположенного в Эквадоре. Их причиной стало соперничество между бандами. Беспорядки привели к гибели в общей сложности 118 заключённых, что стало самым большим числом в истории страны.

## Предыстория
Столкновения между преступными группировками начались после смерти Хорхе Луиса Замбрано Гонсалеса, лидера банды Los Choneros, одной из крупнейших и старейших преступных организаций в стране. Замбрано был убит 28 декабря 2020 года, и в результате столкновений нескольких группировок, которые ранее входили в состав Los Choneros, отделились от структуры и начали нападать на своих бывших лидеров. Эти группы стали группами Los Chone Killers, Los Lobos, Los Pipos и Los Tiguerones.
По данным новостного портала Primicias, противостояние, которое привело к резне в тюрьме, должно было произойти в ответ на празднование дня рождения одного из лидеров Los Choneros в одном из павильонов тюрьмы в ночь на 24 сентября. Члены Los Choneros якобы заявили во время празднования, что они являются самой могущественной бандой в тюрьме, что разозлило членов банд Los Lobos и Los Tiguerones.

## Развитие событий
Столкновения между бандами начались около 9:30 утра 28 сентября, когда в тюрьме раздались первые взрывы, и было принято решение эвакуировать сотрудников. Заключенные из павильонов 8 и 9 вошли в павильон 5 и напали на своих соперников, в результате чего около 35 человек погибли и 48 получили ранения. Члены банды Los Tiguerones также напали на заключенных в павильонах 1 и 3 и обезглавили пятерых из них.
В связи с беспорядками в тюрьмах страны был объявлен режим ЧС.